# Lingdong (socken)
Lingdong (kinesiska: 灵洞, 灵洞乡) är en socken i Kina. Den ligger i provinsen Zhejiang, i den östra delen av landet, omkring 130 kilometer sydväst om provinshuvudstaden Hangzhou. Antalet invånare är 17971. Befolkningen består av 8 887 kvinnor och 9 084 män. Barn under 15 år utgör 14,0 %, vuxna 15-64 år 73 %, och äldre över 65 år 12,0 %.
Genomsnittlig årsnederbörd är 2 196 millimeter. Den regnigaste månaden är juni, med i genomsnitt 436 mm nederbörd, och den torraste är januari, med 75 mm nederbörd.